# Sorbon
Sorbon – miejscowość i gmina we Francji, w regionie Grand Est, w departamencie Ardeny.
Według danych na rok 1990 gminę zamieszkiwały 224 osoby, a gęstość zaludnienia wynosiła 16 osób/km².

## Osobistości
W miejscowości urodził się Robert de Sorbon (1201-1274), francuski teolog, kapelan i spowiednik Ludwika IX oraz założyciel uczelni nazwanej Sorboną.